# Father Divine
Pour les articles homonymes, voir Divine, Divin (homonymie), George Baker et Baker.
George Baker, connu sous le nom de Father Divine (Père divin) (né vers 1876 à  Rockville, dans l'état du Maryland – mort le 10 septembre 1965 à Philadelphie dans l'état de Pennsylvanie,), était un leader spirituel afro-américain entre 1907 et 1965. Il s'appelait lui-même Reverend General Jealous Divine (Révérend général divin jaloux) et se faisait connaître comme « le Messager » (en anglais : the Messenger), l'incarnation de Dieu. connu pour avoir fondé le Mouvement de la Mission internationale pour la paix (International Peace Mission movement), et formula une doctrine religieuse qui connut de plus en plus de succès chez les noirs américains comme dans d'autres groupes de la société américaine. Il agit en faveur de la cause afro-américaine, milita pour la disparition de la ségrégation raciale et la disparition de la notion de race aux États-Unis et prôna le retour en Afrique. Sa personnalité souleva des controverses à l'intérieur de la communauté afro-américaine pour les uns il s'agit d'un fou, d'un imposteur et pour les autres un précurseurs du mouvement des droits civiques.  

## Biographie

### Jeunesse et formation
On sait peu de choses de son enfance et de ses débuts, il a fallu de longues enquêtes pour confirmer son nom de naissance et son lieu de naissance.

### Carrière
Au tout début du XXe siècle, il travailla comme jardinier à Baltimore. À l'occasion d'un séjour en Californie, en 1906, il fut séduit par les thèses de  Charles Fillmore (Unity Church) (en). Il fréquenta l'église baptiste et se lia avec Samuel Morris et prêcha avec lui à Baltimore, puis dans le Sud (1912-1914). Il s'installa ensuite à Brooklyn (1914) avec quelques fidèles, puis à Sayville (Long Island) en 1919. Il prononça de nombreux discours dans la ville de New York, notamment à Harlem dans le Rockland Palace, un ancien casino. Dans les années 1930, il s'installa à Harlem. Les membres de son mouvement achetèrent des hôtels dans la ville pour en faire des Paradis où les plus démunis pouvaient se loger et chercher un travail, pendant la Grande Dépression. Après les émeutes de 1935, le mouvement devient de plus en plus politique. Il s'oppose de plus en plus à la ségrégation raciale. En 1940, il organise une pétition en faveur d'une loi anti-lynchage qui recueille 250 000 signatures. En 1942, Father Divine s'installe à Philadelphie où il restera jusqu'à sa mort. En 1951, il réclame que des réparations soient payées aux descendants d'esclaves.

### Vie privée
- En 1917, Father Divine épouse Pínninnah (’Sister Penny’) qui est la première à porter le titre de Mother Divine, elle décède en 1940 ou 1942[9],[11],[7].
- Le 29 avril 1946, Father Divine épouse Edna Rose Ritchings (en) qui prendra le titre de Sweet Angel puis de Mother Divine[12].
- Father Divine repose au cimetière Shrine to Life at Woodmont Grounds de Gladwyne, Pennsylvania (en)[13].

### Divers
En 1958, Jim Jones  qui appartenait au Mouvement de la Mission internationale pour la paix prétendit prendre la place de Father Divine, ce qui créa un conflit durable avec Edna Rose Ritchings qui avait pris la succession de Father Divine dans la direction du Mouvement de la Mission internationale pour la paix, conflit qui s'arrêtera à la mort de Jim Jones lors de la tragédie du Temple du Peuple en 1978,.